# 遠藤田一

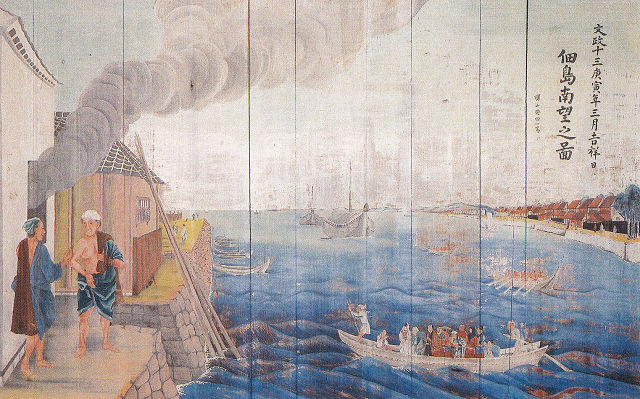
佃島南望之図 (田村神社蔵)

遠藤 田一（えんどう でんいち、明和2年（1765年） - 天保5年（1834年））は、江戸時代後期に洋風画を描いた絵師。

## 来歴
亜欧堂田善及び谷文晁の門人。俗称は忠兵衛。字は如洋。田一、曙山、曙山楼、後に趣雲斎文豊と号す。陸奥国須賀川（現・福島県須賀川市）の人。商家えびす家に生まれ、後に白河藩主に仕えている。まず田善に就いて洋風画を学び、田善没後、谷文晁に師事している。作画期は文政年間（1818年-1830年）から没年までであった。文政5年（1822年）、田善の没年には田善の肖像画を描いている。油彩の作品はあるが、銅版画は作らなかったようである。晩年には人物画、仏画などを多く手掛けている。享年70。墓所は須賀川市の十念寺。一説によると、生没年は寛政5年（1793年）生まれ弘化2年（1845年）没で、享年53ともいわれる。

## 作品
- 「亜欧堂田善肖像」 絹本着色 1幅 文政5年（1822年） 福島県指定有形文化財 須賀川市公式サイトの画像と解説
- 「佃島南望之図」 油彩 扁額 文政13年（1830年） 田村神社（郡山市）所蔵 福島県指定重要有形文化財 郡山市公式サイトの画像と解説
- 「七里ヶ浜眺望之図」 天保5年（1834年） 菅布禰神社（郡山市）所蔵

## 参考図書
- 酒井庄吉編 『浮世絵』1号 浮世絵社、1917年（大正6年）
- 日本浮世絵協会編 『原色浮世絵大百科事典』第2巻 大修館書店、1982年